# Enric Monjo

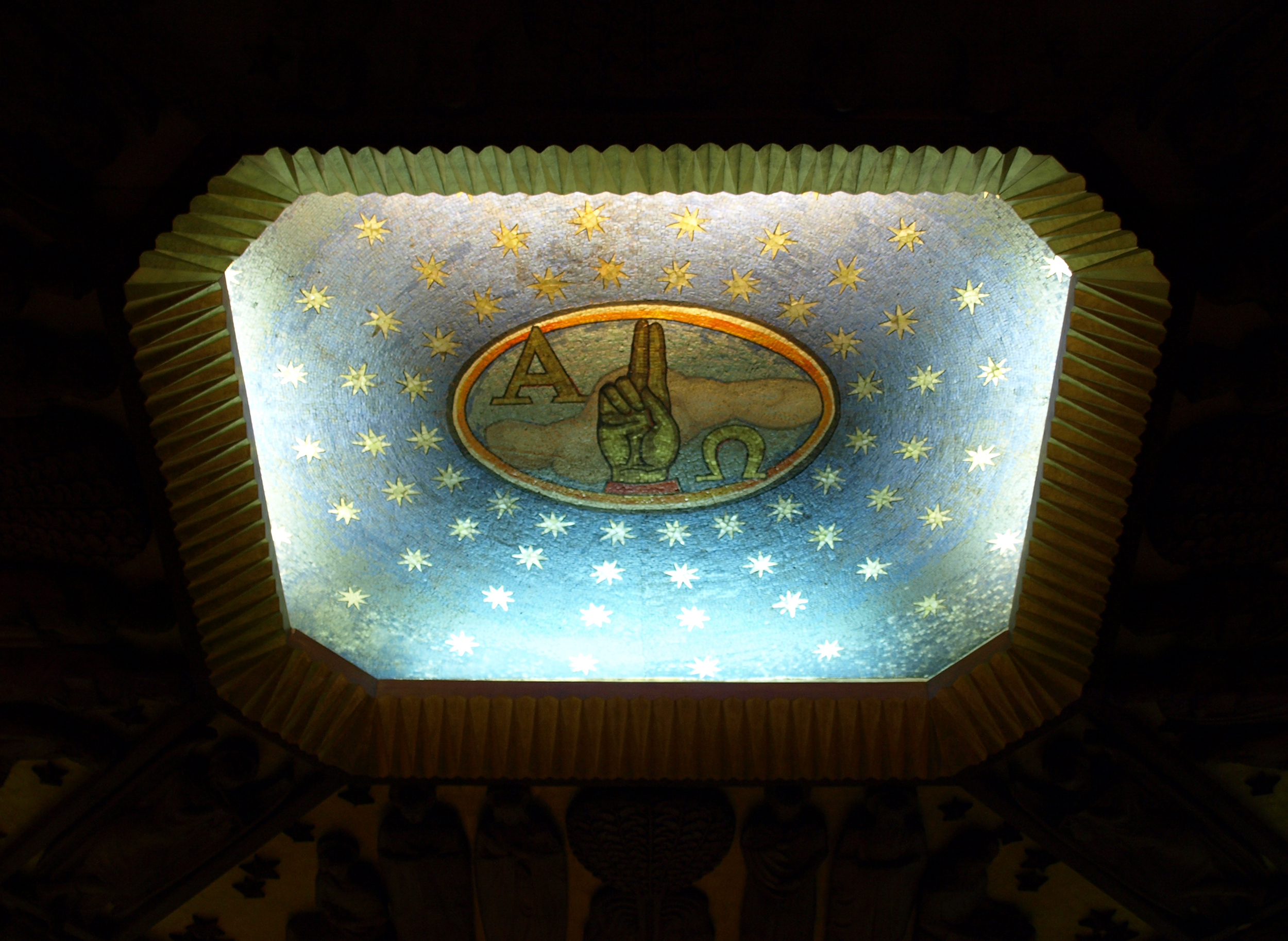
Detalle del techo de la capilla del Buen Consejo en la Casa de la Ciudad de Barcelona.

Enric Monjo i Garriga (Vilasar de Mar, Barcelona, 1896 - Barcelona, 1976) fue un escultor español.

## Biografía
Hizo sus estudios en la Escuela de la Lonja de Barcelona y fue discípulo de Josep Llimona y Eusebio Arnau, viajó pensionado a París y Bruselas.

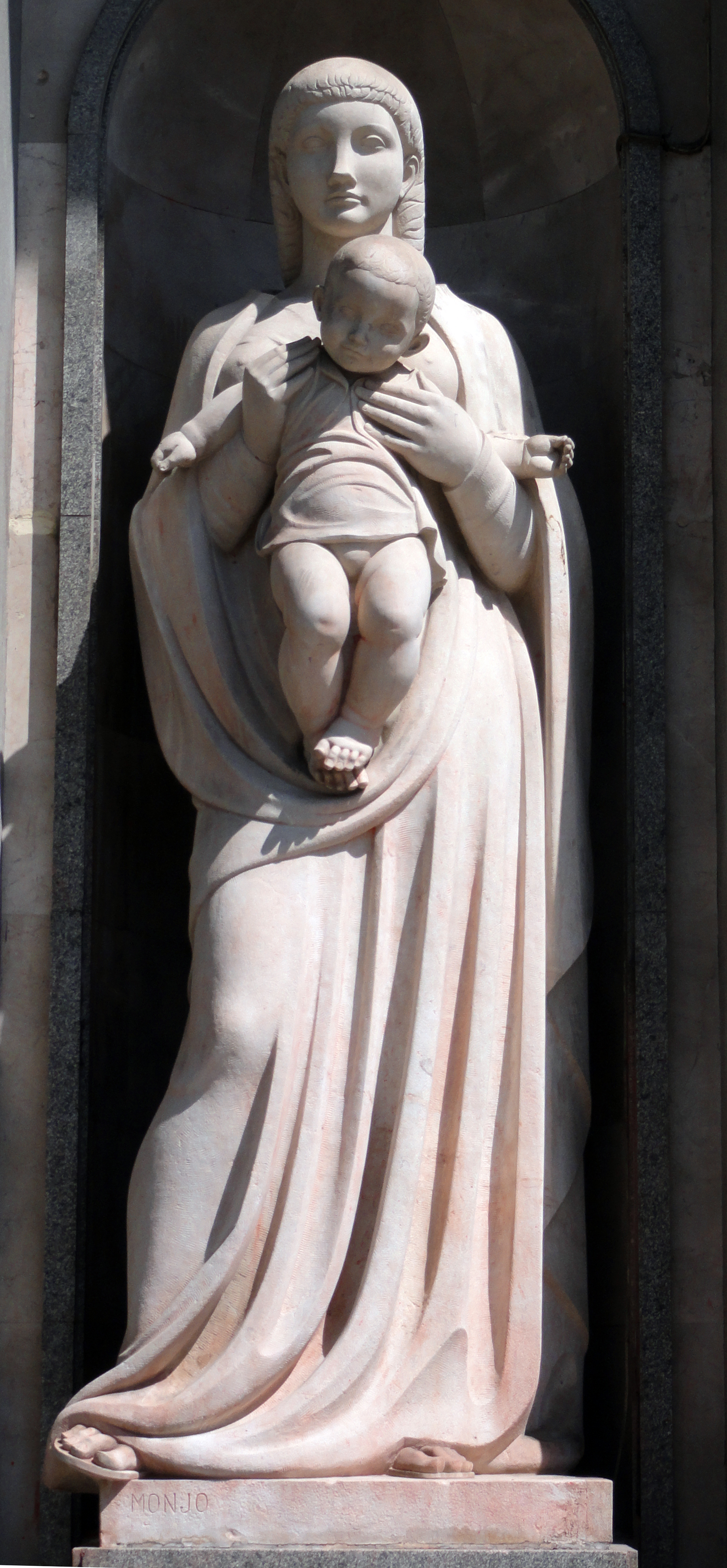
Enric Monjo, 240 cm, Paseo de San Juan, 102, Barcelona

Su escultura es esquemática y geométrica, dedicándose mayoritariamente a la escultura religiosa, con raíces góticas y formas estilizadas como se puede observar en los trabajos que realizó para el monasterio de Montserrat, la capilla del Buen Consejo para la Casa de la Ciudad de Barcelona, la Catedral Nacional de Washington, o su gran San Juan Bautista, donde se puede apreciar el gran dominio que tenía de la anatomía.
En sus esculturas femeninas, se nota la influencia del clasicismo mediterráneo, como en las obras:
- Noche
- Relieve
- Ofrenda
- Inmortalidad.

## Obras

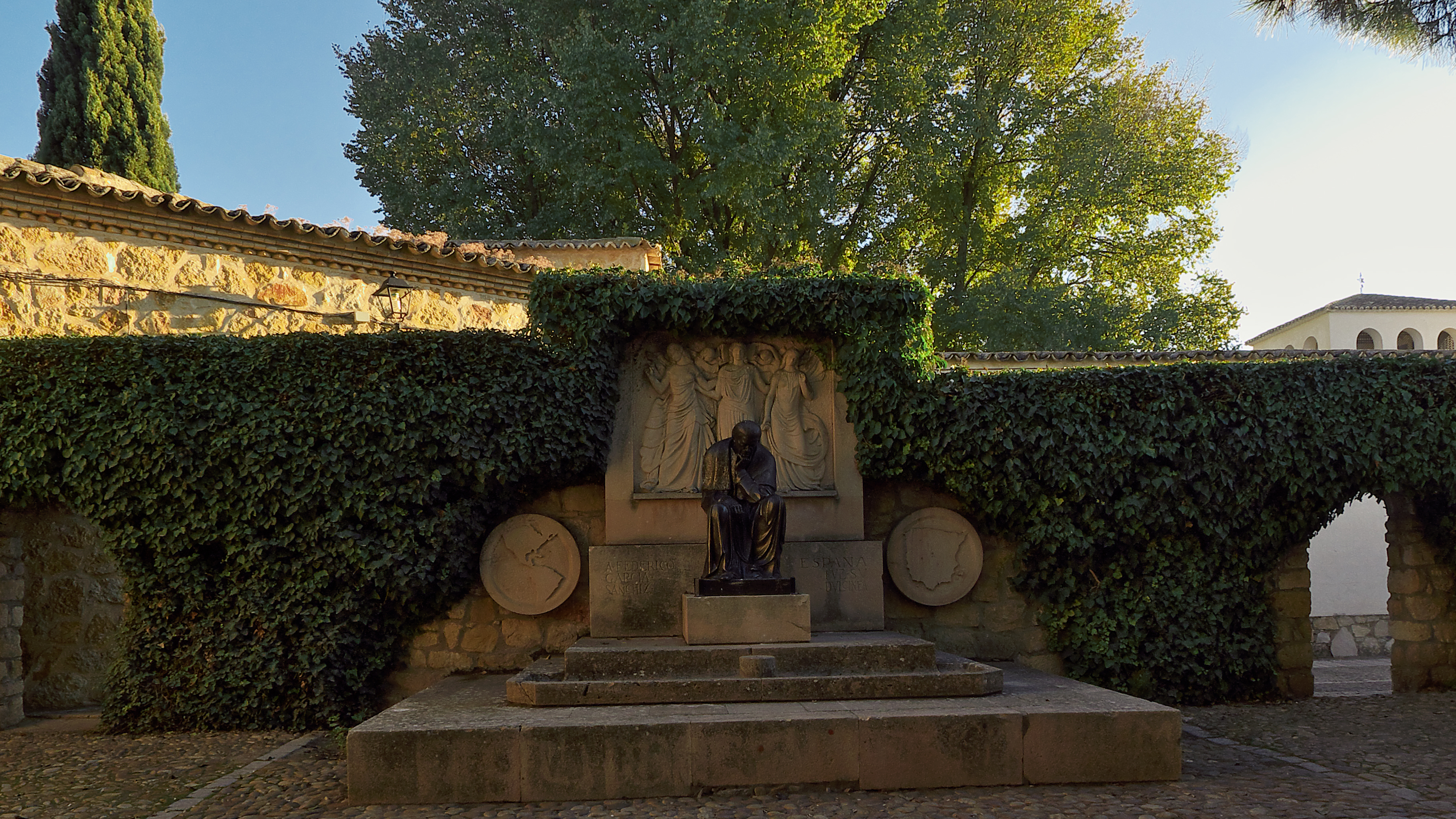
Federico García Sanchiz El Toboso, Toledo

- Retablo del Sant Esperit a la Catedral del Espíritu Santo de Tarrasa (1948-1952)
- Estatua yacente del Abad Oliba en el Monasterio de Montserrat
- Imagen de San Cugat (1942) en la iglesia del Monasterio de Sant Cugat del Vallés
- Escultura de San Sebastián en la iglesia de Sant Feliu de Sabadell
- Monumento a Juli Garreta (1932) en San Feliu de Guíxols inaugurado por el presidente Macià
- Retrato de Pau Casals (màscara) al Museu Pau Casals de San Juan de Puerto Rico
- Estàtua La Paz al Edificio del Consejo de Europa en Estrasburgo
- Descendimiento de la Cruz en Tortosa (1929)
- Pomona y Mujer con imagen de la Virgen (1928), Plaza de Cataluña, Barcelona.
- Monument a Remigio Crespo Toral (1960) en Cuenca, Ecuador.
- Coro de la Basílica de Tarrasa.
- Esculturas en la Catedral de Washington
- Escultura a Federico García Sanchiz en El Toboso, Toledo por la que fue nombrado hijo adoptivo.[1]

En la población de Vilasar de Mar, tiene un museo dedicado a su obra desde el año 1971.